# Charles Cornwallis (2e marquis Cornwallis)
Charles Cornwallis, 2e marquis de Cornwallis (19 octobre 1774 - 9 août 1823), titré vicomte Brome jusqu'en 1805, est un homme politique conservateur britannique. Il est maître des Buckhounds entre 1807 et 1823.

## Biographie
Il est le fils unique du général Charles Cornwallis, 1er marquis Cornwallis, de son épouse Jemima Jones. Sa mère meurt quand il a quatre ans. Il fait ses études au Collège d'Eton et St John à Cambridge et obtient sa maîtrise en 1795.
En 1795, il est élu au Parlement en tant que l'un des deux représentants de Eye (aux côtés de son oncle William Cornwallis), poste qu'il occupe jusqu'en 1796. Il siège ensuite comme chevalier du comté de Suffolk jusqu'en 1805, lorsqu'il succède à son père comme marquis et entre à la Chambre des lords. En 1807, il est nommé maître des Buckhounds, poste qu'il occupe jusqu'à sa mort, quatorze ans plus tard.

## Famille
Lord Cornwallis épouse Louisa Gordon, fille d'Alexander Gordon (4e duc de Gordon), en 1797. Ils ont cinq filles, dont Jane Cornwallis, épouse de Richard Griffin (3e baron Braybrooke), et Jemima Cornwallis, épouse d’Edward Eliot (3e comte de St Germans). Il meurt en août 1823 à l'âge de 48 ans. Le titre de marquis s'éteint à sa mort alors que son oncle, le très révérend James Cornwallis (4e comte Cornwallis), lui succède comme comte .